# 최지나
최지나(1975년 5월 17일~)는 대한민국의 배우이다.

## 생애
부산에서 출생하였다. 경상남도 밀양에서 잠시 유아기를 보냈고 이후 서울에서 성장했다. 1994년 한국방송공사(KBS) 드라마에서 연기자로 첫 선을 보였고 1995년 광고 모델로 데뷔하였으며 같은 해 문화방송(MBC) 24기 공채 탤런트로 정식 데뷔하였다.

## 학력
- 영동여자고등학교 졸업
- 한양여자전문대학 응용미술학과 졸업

## 출연작

### 드라마
- 1994년 KBS 대하드라마 《한명회》 ... 어우동 역
- 1994년 KBS 주말연속극 《딸부잣집》
- 1995년 MBC 농촌드라마 《전원일기》 ... 최지숙 역
- 1995년 MBC 미니시리즈 《여》 ... 은행 직원 역
- 1995년 MBC 주말연속극 《사랑과 결혼》
- 1995년 MBC 정치드라마 《제4공화국》 ... 이재숙 역
- 1995년 MBC 주말연속극 《아파트》 ... 오일숙 역
- 1995년 MBC 2부작 특집극 《찬품단자》 ... 기자 역
- 1995년 MBC 아침드라마 《진실》
- 1996년 MBC 미니시리즈 《별》 ... 간호사 역
- 1996년 MBC 주말연속극 《위험한 사랑》
- 1996년 MBC 일일연속극 《자반 고등어》
- 1996년 KBS 수목드라마 《조광조》
- 1997년 KBS 수목드라마 《욕망의 바다》
- 1997년 MBC 청춘시트콤 《남자 셋 여자 셋》
- 1997년 MBC 농촌드라마 《전원일기》 ... 지숙이 금동이의 첫 애인역
- 1997년 SBS 주간시트콤 《LA 아리랑》
- 1998년 KBS 일일연속극 《내사랑 내 곁에》 ... 소영 역
- 1999년 EBS 청소년드라마 《네 꿈을 펼쳐라》 ... 수학교사(나중) 역
- 2000년 MBC 월요시트콤 《세 친구》
- 2000년 KBS 아침드라마 《송화》
- 2001년 MBC 아침드라마 《내 마음의 보석상자》
- 2001년 KBS 주말연속극 《동양극장》 ... 유순옥 역
- 2004년 EBS 청소년드라마 《네 손톱 끝에 빛이 남아있어》 ... 교생 역
- 2004년 KBS2 단막극 《드라마시티 - 소나의 아름다운 빵집》 ... 강소나 역
- 2004년 MBC 특별기획드라마 《영웅시대》 ... 최명희 역
- 2005년 KBS 수목드라마 《장밋빛 인생》 ... 홍장미 역
- 2006년 MBC 월화미니시리즈 《내 인생의 스페셜》 ... 강호의 아내 역
- 2007년 KBS 주말연속극 《행복한 여자》 ... 노선영 역
- 2007년 SBS 금요드라마 《날아오르다》 ... 차미리 역
- 2008년 SBS 주말극장 《행복합니다》 ... 하경 역
- 2008년 MBC 드라마넷 미니시리즈 《전처가 옆방에 산다》 ... 주인영 역
- 2009년 KBS 월화미니시리즈 《남자 이야기》 ... 장 마담 역
- 2009년 KBS 주말연속극 《솔약국집 아들들》 ... 김혜림 역 (특별출연)
- 2009년 SBS 월화드라마 《천사의 유혹》 ... 정상아 역
- 2010년 KBS 대하드라마 《근초고왕》 ... 석라해 역
- 2011년 JTBC 대하드라마 《인수대비》 ... 혜빈 양씨 역
- 2011년 KBS 단막극 《HD TV문학관 - 엄지네》 ... 엄지네 역
- 2012년 MBC 일일연속극 《그대 없인 못살아》 ... 현서 역
- 2013년 SBS 연속극 《상속자들》 ... 최영도의 어머니 역 (특별출연)
- 2014년 SBS 주말 특별기획 《끝없는 사랑》 ... 진양자 역
- 2014년 KBS2 미니시리즈 《조선 총잡이》 ... 박윤강의 어머니 역 (특별출연)
- 2014년 KBS2 TV소설 《일편단심 민들레》 ... 윤정임 역
- 2015년 KBS1 토크드라마 《인순이의 토크 드라마 그대가 꽃》 ... 김자옥 역
- 2015년 KBS2 수목드라마 《장사의 신 - 객주 2015》 ... 명성황후 역
- 2016년 tvN 월화드라마 《싸우자 귀신아》 ... 현지의 어머니 역 (특별출연)
- 2016년 KBS2 주말연속극 《월계수 양복점 신사들》 ... 오영은 역 (특별출연)
- 2017년 MBC 수목미니시리즈 《군주 - 가면의 주인》 ... 영빈 이씨 역
- 2018년 MBC 월화드라마 《위대한 유혹자》 ... 시현의 어머니 역 (특별출연)
- 2018년 iHQ DRAMA 수목드라마 《리치맨》 ... 정영숙 차관 역
- 2018년 tvN 월화드라마 《백일의 낭군님》 ... 폐서인 신씨 역

### 영화
- 1999년 《학교 전설》
- 2004년 《까불지마》 ... 순영 역
- 2005년 《혈의 누》 ... 만신 역
- 2007년 《황진이》 ... 현금 역 (특별출연)
- 2009년 《굿모닝 프레지던트》 ... 왈츠 선생 역

### 라디오 프로그램
- 2015년 EBS 《EBS 책 읽는 라디오 낭독 시리즈》

### 광고
- 1995년 아시아나항공
- 1997년 동아오츠카 데자와
- 1998년 농심 신라면 큰사발 (with 김진수)
- 1998년 농심 너구리
- 1998년 시선래브 모라비또
- 2003년 온세텔레콤 00365
- 2003년 남양유업 스텝 명품 유기농
- 2003년~2004년 남양유업 임페리얼 드림 XO
- 2003년 한국존슨앤드존슨 존슨즈 베이비 밀크 박스
- 2004년 한국존슨앤드존슨 존슨즈 베이비 밀크 로션
- 2005년 농협 목우촌 햄

## 기타
- 한화 이글스 타격코치 김재현과 초등학교 동창이다.[1]